# Ксанти (футболен клуб)
„Ксанти“ (на гръцки: Π.Α.Ε. Skoda Ξάνθη Αθλητικός Όμιλος) е гръцки футболен клуб, от град Ксанти, област Източна Македония и Тракия. През 1992 – 2016 г. отборът е спонсориран от местен дилър на автомобилната фирма „Шкода“ и носи името „Шкода Ксанти“. „Ксанти“ участва три пъти в съревнованията за Купа на УЕФА, през сезоните 2001/02, 2005/06 и 2006/07. Най-големият успех в гръцкия шампионат е 4-тото място през сезон 2004/05.

## Български играчи
- Николай Димитров: 2015 – 2016

## Известни футболисти
- Дамиан Мансо
- Параскевас Анцас
- Стилианос Венетидис
- Сизис Вризас
- Акис Зикос
- Юрий Лодигин
- Христос Пацацоглу
- Василис Торосидис
- Маринос Узунидис
- Алиреза Мансурян
- Томаш Радзински
- Келвин Себве
- Абдеррахим Уакили
- Виктор Агали
- Емануел Олисадебе
- Здено Щърба
- Владимир Яночко
- Сем Содже
- Пабло Гарсия

## Известни треньори
- Курт Яра
- Савас Кофидис
- Хауърд Кендъл

## Български футболисти
- Иван Митев: - 1992/95 - (80 мача - 2 гола)
- Даниел Кутев: 2012-есен - (1 мач/0 гола), 2013-есен - (0 мача/0 гола)
- Николай Димитров: 2015/16 - (25 мача/2 гола)
- Радослав Василев: 2020 - (0 мача/0 гола)

## Мачовете в купите на Европа
| Сезон     | Турнир       | Кръг                     | Съперник           | Домакин | Гост          | Резултат |
| --------- | ------------ | ------------------------ | ------------------ | ------- | ------------- | -------- |
| 2002 – 03 | Купа на УЕФА | Първи кръг               | Лацио              | 0 – 0   | 0 – 4         | 0 – 4    |
| 2005 – 06 | Купа на УЕФА | Първи кръг               | Мидълзбро          | 0 – 0   | 0 – 2         | 0 – 2    |
| 2006 – 07 | Купа на УЕФА | Първи кръг               | Динамо (Букурещ)   | 3 – 4   | 1 – 4         | 4 – 8    |
| 2013 – 14 | Лига Европа  | Втори предварителен кръг | Линфийлд (Белфаст) | 0 – 1   | 2 – 1 (прод.) | 2 – 2    |
| 2013 – 14 | Лига Европа  | Трети предварителен кръг | Стандард (Лиеж)    | 1 – 2   | 1 – 2         | 2 – 4    |

## Успехи
- Купа на Гърция:
  -  Финалист (1): 2014/15